# Адам, Клаус
Клаус Адам (англ. Claus Adam; 5 ноября 1917 в Суматре , Голландская Ост-Индия — 4 июля 1983 в Нью-Йорке , США) — американский виолончелист и композитор.
Родился в Индонезии. Сын этнолога Тассило Адама. Затем он отправился в Европу и учился в Зальцбурге. В 1929 г. приехал в Нью-Йорк, где учился игре на виолончели у Эмануэля Фейермана и композиции у Штефана Вольпе.
Наиболее известен своим участием в двух значительных американских струнных квартетах: Квартете Новой Музыки (1947—1955) и Джульярдском струнном квартете (1955—1974). Последнее десятилетие своей жизни он посвятил прежде всего музыкальному сочинению, и несколько его работ, включая концерт для виолончели и струнное трио, опубликованы Г. Ширмером.